# Liste der Bodendenkmäler in Schöngeising
Auf dieser Seite sind die Bodendenkmäler in der oberbayerischen Gemeinde Schöngeising zusammengestellt. Diese Tabelle ist eine Teilliste der Liste der Bodendenkmäler in Bayern. Grundlage ist die Bayerische Denkmalliste, die auf Basis des Bayerischen Denkmalschutzgesetzes vom 1. Oktober 1973 erstmals erstellt wurde und seither durch das Bayerische Landesamt für Denkmalpflege geführt wird. Die folgenden Angaben ersetzen nicht die rechtsverbindliche Auskunft der Denkmalschutzbehörde.

## Bodendenkmäler der Gemeinde Schöngeising

### Bodendenkmäler in der Gemarkung Landsberied
| Lage                   | Objekt | Akten-Nr.     | Bild |
| ---------------------- | --- | ------------- | ---- |
| Landsberied (Standort) | Straße der römischen Kaiserzeit mit begleitenden Materialentnahmegruben, Teilstück der Trasse Augsburg–Salzburg. | D-1-7833-0001 |      |

### Bodendenkmäler in der Gemarkung Schöngeising
| Lage                                    | Objekt | Akten-Nr.     | Bild           |
| --------------------------------------- | --- | ------------- | -------------- |
| Schöngeising (Standort)                 | Grabhügel vorgeschichtlicher Zeitstellung. | D-1-7833-0011 | weitere Bilder |
| Schöngeising (Standort)                 | Grabhügel vorgeschichtlicher Zeitstellung sowie Abschnittsbefestigung des frühen Mittelalters. Siehe auch: Mittelalter | D-1-7833-0012 | weitere Bilder |
| Schöngeising (Standort)                 | Turmhügel des hohen Mittelalters. | D-1-7833-0013 |                |
| Schöngeising (Standort)                 | Grabhügel vorgeschichtlicher Zeitstellung. | D-1-7833-0015 |                |
| Schöngeising (Standort)                 | Verebnete Grabhügel mit Bestattungen der Bronzezeit und der Hallstattzeit sowie Siedlung vor- und frühgeschichtlicher Zeitstellung. | D-1-7833-0016 |                |
| Schöngeising (Standort)                 | Grabhügel vorgeschichtlicher Zeitstellung. | D-1-7833-0017 |                |
| Schöngeising (Standort)                 | Wachturm oder Burgus der römischen Kaiserzeit (Turminsel). | D-1-7833-0018 |                |
| Schöngeising (Standort)                 | Grabhügel mit Bestattungen der Bronzezeit und der römischen Kaiserzeit. | D-1-7833-0019 |                |
| Schöngeising (Standort)                 | Verebnete Grabhügel mit Bestattungen der Hallstattzeit. | D-1-7833-0020 |                |
| Schöngeising (Standort)                 | Grabhügel vorgeschichtlicher Zeitstellung. | D-1-7833-0021 |                |
| Schöngeising (Standort)                 | Viereckschanze mit Annexgraben der späten Latènezeit. | D-1-7833-0024 | weitere Bilder |
| Schöngeising (Standort)                 | Straße der römischen Kaiserzeit mit begleitenden Materialentnahmegruben, Teilstück der Trasse Augsburg–Salzburg. | D-1-7833-0025 |                |
| Schöngeising (Standort)                 | Höhensiedlung der Bronzezeit, Abschnittsbefestigung der Urnenfelderzeit oder frühen Hallstattzeit, Burgstall des hohen und späten Mittelalters sowie abgegangenes herzogliches Jagdhaus der frühen Neuzeit (Schlossberg bzw. Sunderburg). | D-1-7833-0031 |                |
| Schöngeising (Standort)                 | Körpergräber des frühen Mittelalters. | D-1-7833-0032 |                |
| Schöngeising (Standort)                 | Reihengräberfeld des frühen Mittelalters. | D-1-7833-0033 |                |
| Schöngeising (Standort)                 | Brand- und Körpergräber vorgeschichtlicher Zeitstellung, unter anderem der römischen Kaiserzeit. | D-1-7833-0117 |                |
| Schöngeising (Standort)                 | Siedlung vor- und frühgeschichtlicher Zeitstellung. | D-1-7833-0132 |                |
| Schöngeising (Standort)                 | Siedlung vor- und frühgeschichtlicher Zeitstellung. | D-1-7833-0133 |                |
| Schöngeising (Standort)                 | Bestattungsplatz mit Kreisgräben und Siedlung vor- und frühgeschichtlicher Zeitstellung. | D-1-7833-0135 |                |
| Schöngeising (Standort)                 | Siedlung vor- und frühgeschichtlicher Zeitstellung. | D-1-7833-0137 |                |
| Schöngeising (Standort)                 | Siedlung vor- und frühgeschichtlicher Zeitstellung. | D-1-7833-0139 |                |
| Schöngeising (Standort)                 | Siedlung vor- und frühgeschichtlicher Zeitstellung. | D-1-7833-0142 |                |
| Schöngeising (Standort)                 | Siedlung vor- und frühgeschichtlicher Zeitstellung. | D-1-7833-0143 |                |
| Schöngeising (Standort)                 | Siedlung vor- und frühgeschichtlicher Zeitstellung. | D-1-7833-0144 |                |
| Schöngeising (Standort)                 | Siedlung und Körpergräber vor- und frühgeschichtlicher Zeitstellung. | D-1-7833-0145 |                |
| Schöngeising (Standort)                 | Siedlung und Bestattungsplatz mit Kreisgraben vorgeschichtlicher Zeitstellung sowie Siedlung des frühen Mittelalters. | D-1-7833-0157 |                |
| Schöngeising (Standort)                 | Siedlung vor- und frühgeschichtlicher Zeitstellung. | D-1-7833-0158 |                |
| Schöngeising (Standort)                 | Viereckschanze der späten Latènezeit. | D-1-7833-0159 | weitere Bilder |
| Schöngeising (Standort)                 | Verebnete Grabhügel und Kreisgräben vorgeschichtlicher Zeitstellung. | D-1-7833-0160 |                |
| Schöngeising (Standort)                 | Siedlung vor- und frühgeschichtlicher Zeitstellung. | D-1-7833-0162 |                |
| Schöngeising (Standort)                 | Brandgräber der römischen Kaiserzeit. | D-1-7833-0252 |                |
| Schöngeising (Standort)                 | Siedlung der Latènezeit sowie Vicus und Straßenstation der römischen Kaiserzeit (Ambrae). | D-1-7833-0255 |                |
| Schöngeising (Standort)                 | Siedlung der mittleren römischen Kaiserzeit. | D-1-7833-0256 |                |
| Schöngeising (Standort)                 | Brandgräber und Siedlung vorgeschichtlicher Zeitstellung. | D-1-7833-0281 |                |
| Schöngeising (Standort)                 | Angegangene Holzbrücke der römischen Kaiserzeit. | D-1-7833-0289 |                |
| Schöngeising (Standort)                 | Straße der römischen Kaiserzeit mit begleitenden Materialentnahmegruben, Teilstück der Trasse Augsburg–Salzburg. | D-1-7833-0343 |                |
| Schöngeising Kirchstraße 6 (Standort)   | Untertägige mittelalterliche und frühneuzeitliche Befunde im Bereich der Katholischen Pfarrkirche St. Johannes Baptist in Schöngeising und ihrer Vorgängerbauten.                                                                         | D-1-7833-0344 | weitere Bilder |
| Schöngeising Zellhofstraße 3 (Standort) | Untertägige mittelalterliche und frühneuzeitliche Befunde im Bereich der Katholischen Kapelle St. Vitus in Zellhof mit aufgelassenem Friedhof.                                                                                            | D-1-7833-0346 | weitere Bilder |
| Schöngeising (Standort)                 | Siedlung vor- und frühgeschichtlicher Zeitstellung. | D-1-7833-0349 |                |
| Schöngeising (Standort)                 | Abgegangener Edelsitz der frühen Neuzeit (Sitz Neuschöngeising). | D-1-7833-0383 |                |
| Schöngeising (Standort)                 | Bergbauareal (Pingernfeld) vor- und frühgeschichtlicher Zeitstellung. | D-1-7833-0384 |                |
| Schöngeising (Standort)                 | Reihengräberfeld des frühen Mittelalters. | D-1-7833-0397 |                |